# 林原惠的心路小站
林原惠的心路小站是聲優林原惠及保志總一朗在日本的廣播節目，其播送範圍，主要以日本關西系的廣播電台為主。節目長度為60分鐘，含廣告。該節目1991年（平成3年）10月5日開始播送，於2015年（平成27年）3月28日播送最後一集，共計播送25年、1226回。（播放日以關西電台為基準）

## 節目概要
- 節目的簡稱為「HS」，而在閱聽迷之間一般稱為Heartful。
- 節目主題曲為林原的首張單曲（七彩運動鞋）的Install Mental Version。
- 節目結尾曲（節目變為關西電台播放後）起初為主題曲音樂版（卡拉OK版），第二代結尾曲在阪神大地震後為的演唱版，現在（第三代結尾曲）則為林原版的（別認輸）。

## 林原產假時的對應方案
「HS」中只有保志單人進行主持是有些困難，且似乎要有其他的工作人員在旁，所以約兩個月的時間（2004年6月12日－同年7月31日）是由其他臨時的助手來填補林原的空缺。以下為關西電台的播放時間。
宿利剛（Kingrecords・Starchild）・竹崎忠（Sega）（6月12日）
高橋直純（6月19日）
堀江由衣（6月26日）
古山貴實子（7月3日）
清水愛（7月10日）
中原麻衣（7月17日）
石田彰（7月24日）
日高範子（7月31日）

## 播放的廣播電台
（以下播放時間為2006年4月時按時間排序。）
毎週六
- 關西電台：23:00～24:00（1994年左右因為『大學考試廣播講座J Land』的關係，此時的節目從星期五的23:00開始。）
- 北海道放送：25:00～26:00
- IBC岩手放送：22:00～23:00
- 茨城放送：22:30～23:30
-  : 24:00～25:00
- 岐阜放送：24:00～25:00
- 琉球放送：26:00～27:00

毎週日
- FM-FUJI：19:00～20:00
- RKB每日放送：25:00～26:00

## 相關節目
- 林原惠的東京不羈夜
- （AniRadi）

## 外部連結
- Radio房間 （页面存档备份，存于） -林原惠的官方網站
- TAKEZAKI.NET （页面存档备份，存于） -「遊星Sega World」中一同主持的竹崎忠所經營的網站